# سيمون كوزنتس
سيمون كوزنتس (بالإنجليزية: Simon Smith Kuznets)‏ اقتصادي واختصاصي إحصاء، وديموغرافي، ومؤرخ اقتصادي حاصل على جائزة نوبل في الاقتصاد لعام 1971 «لمساهمته تجريبيًا في إيجاد تفسير للنمو الاقتصادي الذي قاد إلى خلق نظرة عميقة داخل الاقتصاد وداخل الهيكل الاجتماعي وعملية التطور». وُلد سيمون كوزنتس في روسيا عام 1901 لأسرة يهودية. غادر إلى الولايات المتحدة في عام 1922 للانضمام إلى والده الذي غادر روسيا وذهب إلى الولايات المتحدة قبيل الحرب العالمية الأولى . بدأ رسالته الجامعية في روسيا واستكمل دراستة في جامعة كولومبيا وحصل على البكالوريوس في عام 1923 وعلى الماجستير عام 1924 والدكتوراه في عام 1926. كان في المدرسة العليا في جامعة كولومبيا، في الفترة من 1927 حتى إلى أوائل الستينات.

## أعماله
عمل في دراسة الدخل القومي ورأس المال في الولايات المتحدة وكان رئيسا لمجلس بحوث العلوم الاجتماعية في لجنة النمو الاقتصادي. وفي الفترة (1949-1968) عمل في دراسة التحليل الكمي المقارن للنمو الاقتصادي للبلاد بالإضافة لدراسة البحوث الموجهة والأنشطة الاقتصادية. في الفترة 1944-1946 عمل مساعد مدير مكتب التخطيط والإحصاء ومدير أبحاث لجنة التخطيط والإنتاج الحربي. وفي الفترة 1953-1963 عمل رئيس مشروع الأبحاث الاقتصادية في إسرائيل. وهو عضو مجلس الأمناء ورئيس فخري في معهد موريس فولك للأبحاث الاقتصادية في إسرائيل من عام 1963 حتى الآن. قي الفترة 1961-1970 عمل رئيس مجلس لجنة بحوث العلوم الاجتماعية في الصين. وفي الفترة من 1931 إلى عام 1954 أصبح أستاذ الاقتصاد والإحصاءات في جامعة بنسلفانيا. من عام 1954 إلى عام 1960 عمل أستاذ الاقتصاد السياسي في جامعة جونز هوبكنز. ومن عام 1960]] إلى 1971 كأستاذ الاقتصاد في جامعة هارفارد. كان عضوا وزميلا في الرابطة الاقتصادية الأمريكية حتى شغل رئيسها عام 1954. وكان عضو الرابطة الإحصائية الأمريكية حتى شغل رئيسها عام 1949، وأيضا عضو شرفي في جمعية التاريخ الاقتصادي وعضو المعهد الإحصائي الدولي وعضو شرفي للجمعية الإحصائيه الملكية وعضو الجمعية الفلسفيه الأمريكية وعضو الأكاديمية البريطانية وعضو الأكاديمية الملكية في السويد.
من أهم منشوراته في مجال النمو الاقتصادي الحركات العلمانية في الإنتاج والأسعار في 1930، تغييرات طويلة الأجل في الدخل القومي للولايات المتحدة الأمريكية منذ 1870، في الدخل والثروة في الولايات المتحدة في الاتجاهات والبنية والرابطة الدولية للبحوث المتعلقة بالدخل والثروة نشر في عام 1951، «الجوانب الكمية للنمو الاقتصادي للأمم» نشرت عام 1967، رأس المال في الاقتصاد الأميركي: تشكيل وتمويل الاقتصادية نشرت عام 1961، النمو الاقتصادي الحديث: المعدل واللبنية والانتشار نشرت عام 1966، النمو الاقتصادى للأمم : الناتج الإجمالي وبنية الإنتاج نشر عام 1971.
كان يعيش في كامبريدج مع زوجته ونجله بول. في آخر أيامه، كان يدرس الاقتصاد في جامعة أنديانا. توفى عام 1985 عن عمر يناهز 84 عاما.

## روابط خارجية
- سيمون كوزنتس على موقع الموسوعة البريطانية (الإنجليزية)
- سيمون كوزنتس على موقع مونزينجر (الألمانية)
- سيمون كوزنتس على موقع إن إن دي بي (الإنجليزية)